# Strobilanthes crassifolius
Strobilanthes crassifolius är en akantusväxtart som beskrevs av Friedrich Anton Wilhelm Miquel. Strobilanthes crassifolius ingår i släktet Strobilanthes och familjen akantusväxter. Inga underarter finns listade i Catalogue of Life.